# Garelli Ciclone
Il Garelli Ciclone ed in seguito il Super Ciclone sono stati originariamente due ciclomotori di tipo tubone costruiti dalla casa motociclistica italiana Garelli dal 1977 al 1997.
Nel 2008 il nome è stato riutilizzato dall'azienda per la vendita di uno scooter di produzione cinese.

## Il Ciclone
Il Ciclone vide la luce nel 1977 e rispondeva ai classici canoni dei tuboni dell'epoca, ovvero: 2 freni a tamburo, 2 ammortizzatori, nessuna carena, ruote a raggi, faro rotondo e cambio a cinque marce.
Nei primi anni ottanta si ebbero le maggiori evoluzioni, i parafanghi anteriore e posteriore divennero in materiale plastico, i cerchi in lega d'alluminio a tre razze sdoppiate, il faro CEV di forma rettangolare e venne presentata una diversa strumentazione. Gli abbinamenti di colore più diffusi erano giallo/nero e rosso/nero.
Nel 1984 vennero introdotte le frecce, il freno anteriore a disco, il faro venne inglobato in una mascherina di plastica, il motore venne dotato di miscelatore automatico e nacque il modello raffreddato a liquido a circolazione naturale (anche se esteticamente si vedeva ancora qualche aletta poco pronunciata), prodotto fino al 1988.

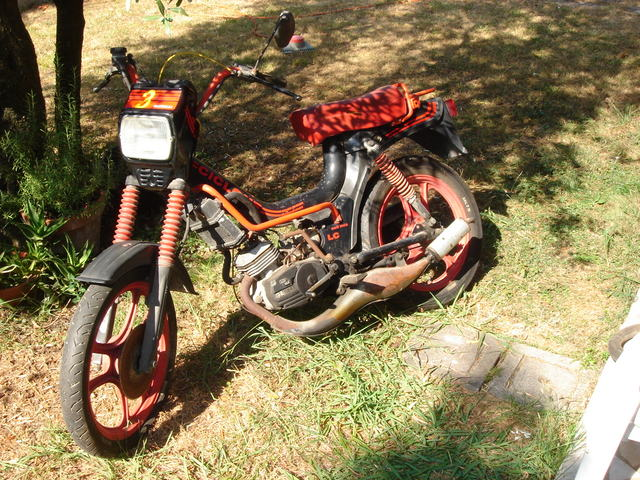
Ciclone 1987 raffreddato a liquido

## Il Super Ciclone
Il Super ciclone prodotto a partire dal 1990 fino 1997, implementa la carenatura del motore e si hanno delle modifiche sulla posizione di alcune parti del motore e dello scarico.

## Riutilizzo della denominazione
Il nome Ciclone viene nuovamente utilizzato dal marchio Garelli nel 2008, per uno scooter di produzione cinese, senza alcun punto di contatto con il modello originario.